# Charnay (Roine)
Charnay és un municipi francès situat al departament del Roine i a la regió d'Alvèrnia-Roine-Alps. L'any 2007 tenia 1.067 habitants.

## Demografia

### Població
El 2007 la població de fet de Charnay era de 1.067 persones. Hi havia 360 famílies de les quals 76 eren unipersonals (56 homes vivint sols i 20 dones vivint soles), 108 parelles sense fills, 152 parelles amb fills i 24 famílies monoparentals amb fills.
La població ha evolucionat segons el següent gràfic:
Habitants censats

### Habitatges
El 2007 hi havia 432 habitatges, 364 eren l'habitatge principal de la família, 38 eren segones residències i 30 estaven desocupats. 375 eren cases i 57 eren apartaments. Dels 364 habitatges principals, 265 estaven ocupats pels seus propietaris, 90 estaven llogats i ocupats pels llogaters i 9 estaven cedits a títol gratuït; 2 tenien una cambra, 24 en tenien dues, 43 en tenien tres, 88 en tenien quatre i 207 en tenien cinc o més. 305 habitatges disposaven pel capbaix d'una plaça de pàrquing. A 138 habitatges hi havia un automòbil i a 213 n'hi havia dos o més.

### Piràmide de població
La piràmide de població per edats i sexe el 2009 era:
| Homes | Edats   | Dones |
| ----- | ------- | ----- |
| 0     | 95 o +  | 0     |
| 0     | 90 a 94 | 16    |
| 8     | 85 a 89 | 20    |
| 8     | 80 a 84 | 12    |
| 12    | 75 a 79 | 20    |
| 20    | 70 a 74 | 12    |
| 8     | 65 a 69 | 0     |
| 12    | 60 a 64 | 16    |
| 36    | 55 a 59 | 28    |
| 44    | 50 a 54 | 36    |
| 48    | 45 a 49 | 44    |
| 40    | 40 a 44 | 40    |
| 32    | 35 a 39 | 64    |
| 24    | 30 a 34 | 8     |
| 36    | 25 a 29 | 12    |
| 24    | 20 a 24 | 12    |
| 52    | 15 a 19 | 48    |
| 24    | 10 a 14 | 60    |
| 16    | 5 a 9   | 44    |
| 24    | 0 a 4   | 20    |

## Economia
El 2007 la població en edat de treballar era de 706 persones, 506 eren actives i 200 eren inactives. De les 506 persones actives 477 estaven ocupades (262 homes i 215 dones) i 29 estaven aturades (13 homes i 16 dones). De les 200 persones inactives 71 estaven jubilades, 74 estaven estudiant i 55 estaven classificades com a «altres inactius».

### Ingressos
El 2009 a Charnay hi havia 363 unitats fiscals que integraven 948 persones, la mediana anual d'ingressos fiscals per persona era de 24.786 €.

### Activitats econòmiques
Dels 62 establiments que hi havia el 2007, 3 eren d'empreses alimentàries, 1 d'una empresa de fabricació d'altres productes industrials, 14 d'empreses de construcció, 11 d'empreses de comerç i reparació d'automòbils, 1 d'una empresa de transport, 2 d'empreses d'hostatgeria i restauració, 1 d'una empresa d'informació i comunicació, 3 d'empreses financeres, 6 d'empreses immobiliàries, 17 d'empreses de serveis i 3 d'entitats de l'administració pública.
Dels 19 establiments de servei als particulars que hi havia el 2009, 1 era una oficina de correu, 1 taller de reparació d'automòbils i de material agrícola, 1 autoescola, 2 paletes, 4 guixaires pintors, 1 fusteria, 4 lampisteries, 1 electricista, 2 restaurants i 2 agències immobiliàries.
Dels 2 establiments comercials que hi havia el 2009, 1 era una botiga de menys de 120 m² i 1 una fleca.
L'any 2000 a Charnay hi havia 28 explotacions agrícoles que ocupaven un total de 288 hectàrees.

## Equipaments sanitaris i escolars
El 2009 hi havia 1 hospital de tractaments de mitja durada (seguiment i rehabilitació) i 1 un hospital de tractaments de llarga durada.
El 2009 hi havia una escola elemental.

## Poblacions més properes
El següent diagrama mostra les poblacions més properes.